# Ружа географских смерова
Географска ружа или ружа компаса је индикатор географских праваца, графички приказ компаса на мапама и на класичним магнетним компасима. Поред основних праваца, север, исток, запад и југ) ружа често приказује и додатне међуправце (североисток, северозапад, југозапад, југоисток итд.) са 8, 16 или 32 крака. Подела на 32 правца има историјски значај у навигацији, јер је подела круга на 1/32 традиционални угаони приказ на компасима.

## Историја и принцип
Сам назив "ружа" потиче од различитих декоративних елемената старих компаса, док се ружа компаса данас обично приказује само са два круга, од којих спољњи приказује географске правце а унутрашњи магнетне.
- 4-делна ружа компаса
- 8-делна ружа компаса
- 16-делна ружа компаса
- 32-делна ружа компаса

Ране форме руже праваца биле су руже ветра, пошто се правац утврђивао на основу главних праваца ветрова. међутим данас је "ружа ветра" засебан метеоролошки приказ којим се графички изражавају преовладавајућих правци ветрова.
Данашњи компаси приказују, у смеру кретања казаљке сата, осам основних смерова:
| Смер        | Скраћеница | Правац       | Традиционални назив према ветру |
| ----------- | ---------- | ------------ | ------------------------------- |
| Север       | N          | 0°           | Tramontane                      |
| Североситок | NE         | 45° (45°×1)  | Greco/Grecale                   |
| Исток       | E          | 90° (45°×2)  | Levante                         |
| Југоситок   | SE         | 135° (45°×3) | Sirocco                         |
| Југ         | S          | 180° (45°×4) | Ostro/Mezzogiorno               |
| Југозапад   | SW         | 225° (45°×5) | Libeccio/Garbino                |
| Запад       | W          | 270° (45°×6) | Ponente                         |
| Северозапад | NW         | 315° (45°×7) | Maestro/Mistral                 |

Језик руже компаса је најчешће енглески или латински (за смерове, N, NE, E, SW, итд.) и средњовековна форма италијанског (за називе ветрова, нпр. Tramontana, Greco, Levante, итд.).
Традиционални принцип старих ружа користе сви савремени системи за навигацију – мапе терена, радиофарови (VOR) у авијацији, ГПС уређаји и други.
Ружа компаса је такође чест хералдички елемент у емблему различитих организација, као на пример НАТО.